# Cayo Santiago
Cayo Santiago, también conocida como  Isla de los Monos, es una isla deshabitada, situada en las coordenadas geográficas 18°09′23″N 65°44′03″O / 18.15639, -65.73417, 950 m (0,6 millas) al sureste de Punta Santiago, en Humacao, Puerto Rico.

## Características
Se extiende 600 metros (656 yardas) de norte a sur y 400 m (437 yardas) de este a oeste, incluyendo en el noreste la península plana que se conecta a la parte principal solo por un estrecho istmo arenoso. 600 metros al oeste del punto más austral esta un banco, llamado Bajo Evelyn, que tiene una profundidad mínima de 8 brazas. 
Aunque la isla es plana en el norte, alcanza una altura de 34,9 metros (104,5 pies) a 2,9 km (1,8 millas) al suroeste del puerto, en una pequeña colina rocosa llamada El Morrillo, que se eleva abruptamente desde el agua y las tierras bajas alrededor de este. La superficie de la isla es de 0,14 km² (139.179 m²: del Bloque 2000, Grupo censal del Bloque 2, Municipio de Humacao, Puerto Rico), de los cuales corresponden a la península del noroeste unos 0,02 km² aproximadamente. La isla forma parte del barrio Punta Santiago de Humacao.